# Park Narodowy Gulf Islands
Park Narodowy Gulf Islands (ang. Gulf Islands National Park Reserve, fr. Réserve de parc national des Îles-Gulf) – park narodowy położony w południowo-zachodniej części prowincji Kolumbia Brytyjska w Kanadzie. Park został utworzony w 2003 na powierzchni 33 km². Obszar parku obejmuje 16 wysp.
Utworzenie parku podyktowane było koniecznością ochrony unikatowych i zróżnicowanych ekosystemów.

## Fauna
Na terenie Parku Narodowego Gulf Islands występuje wiele dzikich gatunków zwierząt, wśród których można wymienić chociażby wspaniałą orkę.